# Thoôsa
Pour les articles homonymes, voir Thoosa (homonymie).
Dans la mythologie grecque, Thoôsa (en grec ancien : Θόωσα / Thóōsa) est une Phorcyde, fille de Phorcys et Céto, sœur des Gorgones. Elle est connue pour avoir engendré avec Poséidon le Cyclope Polyphème.
Thoôsa est aussi le nom de l'une de ces divinités psychologiques — elle représente la réflexion avant l'action — qu'Empédocle dit présider à nos destinées, sorte de génies ou plutôt de fées qui semblent tenir leurs noms de nos qualités et de nos défauts :
« Καλλιστώ τ’, Αἰσχρή τε, Θόωσσα τε, Δειναίη τε. »
« Et la Beauté, et la Laideur, et Thoôsa, et Dénéa. »